# Стоковский, Леопольд
Леопо́льд Стоко́вский (англ. Leopold Anthony Stokowski; 18 апреля 1882[…], Лондон[…] — 13 сентября 1977[…], Незер-Уоллоп, Гэмпшир) — британский и американский дирижёр.

## Биография
Родился в семье мебельщика Коперника Джозефа Болеслава Стоковского (1862—1924), уроженца Лондона из семьи польского и шотландского происхождения (дед со стороны отца, Болеслав Леопольд Стоковский, был польским эмигрантом, бабушка — Джесси Сара Андерсон, была шотландкой). Мать — ирландка из Нортгемптона Энни Мэрион Стоковский (урождённая Мур, 1860—?). Родители заключили брак 4 июня 1881 года в Марилебоне. У него были младшие сестра, Лидия Джесси (в замужестве Фэншоу, 1884—1911), и брат, Перси Джеймс Стоковский (1890—1978). В тринадцать лет поступил в лондонский Королевский музыкальный колледж, став одним из самых молодых его студентов за всю историю. Обучался игре на органе у Стивенсона Хойта, Уолфорда Дэвиса и Чарльза Стэнфорда. В 1900 году получил диплом Королевского колледжа органистов (FRCO), после чего отправился в Париж и Берлин. По возвращении в Лондон, в 1900—1901 годах, основал и возглавил хор в церкви Святой Марии на Чаринг-Кросс-роуд, а год спустя получил место органиста и хормейстера в лондонской церкви Сент-Джеймс. Стоковский год обучался в Куинз-колледже Оксфорда и в 1903 году получил там степень бакалавра музыки. В 1905 году он прибыл в Нью-Йорк, где в течение последующих трёх лет работал хормейстером и органистом церкви Святого Варфоломея. В 1908 году Стоковский вернулся в Европу, где в Париже в том же году дебютировал как дирижёр.
В Париже Стоковский узнал, что в симфоническом оркестре Цинциннати после гастролей во Франции освобождается место главного дирижёра. С помощью пианистки Ольги Самарофф (ставшей впоследствии его первой женой) и благодаря собственной предприимчивости ему удалось получить эту должность, и в 1909 году состоялся первый концерт под его управлением. С 1909 года Стоковский постоянно жил в США. За время руководства оркестром Стоковский впервые в США исполнил ряд сочинений композиторов-современников, в частности, Вторую симфонию Эдварда Элгара. Несмотря на то, что он пользовался большим успехом, в 1912 году Стоковский покинул оркестр из-за разногласий с дирекцией.
Летом того же года музыкант переехал в Филадельфию, где возглавил Филадельфийский оркестр и впервые в США представил Симфонию № 5 и Симфонию № 6 Н. Я. Мясковского (1926). Благодаря руководству Стоковского (до 1936 года) Филадельфийский оркестр стяжал славу одного из лучших в мире. В это время за дирижёром закрепилась слава «шоумена» из-за некоторых его экстравагантных поступков. Так, однажды он перед исполнением одного из сочинений демонстративно сбросил с пульта на пол партитуру, желая тем самым показать, что будет дирижировать по памяти. В 1929 году Стоковский отказался от использования дирижёрской палочки, сформировав собственную свободную манеру руководства оркестром, ставшую его «визитной карточкой». В 1936 году Стоковский официально ушёл с поста дирижёра Филадельфийского оркестра, хотя в течение последующих двух лет продолжал регулярно с ним выступать (попеременно с Юджином Орманди), а в 1941 году он уехал из города.
В 1940 году Стоковский основал Всеамериканский молодёжный оркестр, с которым провёл гастрольный тур; в 1941 году, несмотря на положительные отзывы критиков, оркестр был распущен. В 1941—1944 годах Стоковский был главным дирижёром Симфонического оркестра NBC (в 1942—1944-м совместно с Артуро Тосканини). За три года сотрудничества с этим коллективом Стоковский исполнил многие сочинения Игоря Стравинского, Алана Хованесса, Дариюса Мийо, Пауля Хиндемита, Мортона Гульда и других современных композиторов, в том числе Сергея Прокофьева («Александр Невский», американская премьера) и Арнольда Шёнберга (Фортепианный концерт, мировая премьера). Пропагандировал забытые и редко исполняемые произведения английских композиторов — «Планеты» Густава Холста, Четвёртую симфонию Ральфа Воана Уильямса и др.
В 1944 году Стоковский по просьбе мэра Нью-Йорка Фиорелло Ла Гардия организовал и возглавил Городской симфонический оркестр Нью-Йорка, концерты которого предназначались для малообеспеченных слоёв населения: цены на билеты были намеренно низкими, а сами выступления проходили в вечернее время. Стоковский проработал с оркестром около года, после чего из-за разногласий с руководством покинул его. В 1945—1946 годах возглавлял Голливудский оркестр, так называемый «Оркестр Голливуд Боул». В конце 1940-х годов Стоковский работал в качестве приглашённого дирижёра в Нью-Йоркском филармоническом оркестре, а в 1949—1950 годах возглавлял его совместно с Димитрисом Митропулосом. В 1951 году после долгого перерыва выступил с концертом в Великобритании. Среди заметных проектов Стоковского в последующие годы — работа с Хьюстонским симфоническим оркестром (1955—1960), постановка оперы Джакомо Пуччини «Турандот» в Метрополитен-опера (1960), создание Американского симфонического оркестра (1962). Этим коллективом Стоковский руководил до 1972 года, исполнив, в частности, Четвёртую симфонию Чарлза Айвза (впервые в полной версии, 1965, получил за это исполнение премию «Грэмми»). В 1972 году дирижёр вернулся в Лондон, где и провёл последние годы жизни, не прекращая давать концерты до 1975 года. В 1976—1977 годах Стоковский ещё работал в студии RCA, где записал ряд пластинок (включая альбом собственных транскрипций шлягеров академической музыки) с лондонским Национальным филармоническим оркестром.
Умер в 1977 году от инфаркта, похоронен в Лондоне. Пятеро детей Стоковского от трёх браков присутствовали на похоронной службе, на которой некролог читал Эдвард Хит, британский экс-премьер-министр. Дирижёра похоронили рядом с родителями на кладбище Мерили-бон, на надгробии было выгравировано: «Леопольд Стоковский, 18 апреля 1882 — 13 сентября 1977. Музыка — это голос всех нас».

## Творчество
Образ Стоковского в истории музыки очень противоречив и, как правило, связывается с «популяризацией» искусства и излишним «шоуменством» на выступлениях, но это было продиктовано лишь его желанием привлечь в концертные залы более широкую публику. Стремясь сделать академическую музыку более доступной для американской публики, Стоковский создал ряд собственных редакций и оркестровок некоторых известных произведений (в частности, Токкаты и фуги d-moll Баха), зачастую в корне меняя авторскую динамику, добавляя дополнительные ударные инструменты и даже вырезая «неинтересные» такты, за что на протяжении всей карьеры подвергался беспощадным нападкам критиков. Дирижёр интересовался самыми разнообразными направлениями музыки, считая её «универсальным языком человечества», о чём он пишет в книге Music for All of Us (1943; в русском переводе «Музыка для всех», 1963). Визитной карточкой Филадельфийского оркестра под его управлением стало особое «филадельфийское звучание», сформировавшееся благодаря тому, что он предоставил музыкантам струнной группы оркестра свободу в вопросах ведения смычков, а состав духовых инструментов удвоил. Ему также принадлежит идея новой рассадки музыкантов оркестра: с размещением всех скрипок (как первых, так и вторых) слева от дирижёра, а виолончелей — справа. Такая рассадка используется сейчас в большинстве оркестров мира.
Значителен вклад Стоковского в историю современной музыки. Под его управлением впервые прозвучали более сотни новых сочинений композиторов-современников, в том числе мировые премьеры сочинений Рахманинова — Третьей симфонии (1936), Четвёртого фортепианного концерта (1927) и Рапсодии на тему Паганини (1934), Ч. Айвза (Четвёртая симфония, полная версия, 1965), Шёнберга (Скрипичный концерт, 1940; Фортепианный концерт, 1944).
Уделяя новым работам огромное внимание, Стоковский выделил для их исполнения отдельное время по средам, на тот случай, если их нельзя было исполнять в вечернем концерте. Именно Стоковский дал американские премьеры Восьмой симфонии Малера, «Весны священной» Стравинского, оперы «Воццек» Берга и монодрамы «Лунный Пьеро» Шёнберга.
Стоковский оставил огромное количество записей, самые ранние из которых датированы октябрём 1917 года (два Венгерских танца Брамса). Множество сочинений классического репертуара были записаны им впервые в США.
Он выступал в сотнях радиопередач, пропагандируя академическую музыку, записывает десятки пластинок, снимался в фильмах, где играл самого себя — дирижёра Стоковского: «Большая радиопередача» (1936), «Сто мужчин и одна девушка» (1937), «Фантазия» (1940, режиссёр У. Дисней), «Карнеги-холл» (1947). Стоковский принимал деятельное участие в постановке диснеевской «Фантазии», не ограничиваясь обменом музыкальными впечатлениями, а просматривал рисунки кадров фильма, вносил свои коррективы в изображения.